# Lavinia Șandru
Lavinia Marcela Vâlcov-Șandru (Dés, 1975. február 6. –) román politikus.

## Élete
A Marosvásárhelyi Színművészeti Egyetemen szerzett diplomát 1997-ben. Politikusi karrierjét 2001-ben kezdte. A romániai Nemzeti Kezdeményezés Pártjának (Partidul Inițiativa Națională) tagja, 2005 és 2008 között a párt alelnöke, országgyűlési képviselő. 2013 februárja óta egy talk show-t is vezet a Realitatea TV-n.

## Magánélete
2005-ben feleségül ment Darius Vâlcov slatinai polgármesterhez. Egyetlen közös gyermekük, Sara Gabriela 2006-ban született meg.

## Fordítás
- Ez a szócikk részben vagy egészben  a   Lavinia Șandru című angol Wikipédia-szócikk fordításán alapul.  Az eredeti cikk szerkesztőit annak laptörténete sorolja fel. Ez a jelzés csupán a megfogalmazás eredetét és a szerzői jogokat jelzi, nem szolgál a cikkben szereplő információk forrásmegjelöléseként.